# Dan Harrington
Dan Harrington (Cambridge, 6 de dezembro de 1945) é um jogador de pôquer profissional americano. Foi campeão da Série Mundial de Pôquer em 1995, e reconhecido pela autoria de livros sobre estratégias de pôquer mundialmente. 

## Braceletes na Série Mundial de Pôquer
| Ano  | Preço de Inscrição (Buy-In) | Evento                              | Prêmio (US$)     |
| ---- | --------------------------- | ----------------------------------- | ---------------- |
| 1995 | US$ 2.500,00                | No Limit Hold'em (Evento 21)        | US$ 249.000,00   |
| 1995 | US$ 10.000,00               | No Limit Hold'em World Championship | US$ 1.000.000,00 |